# Pharma Recht
Pharma Recht (PharmR) ist eine im Verlag C. H. Beck, München, erscheinende deutschsprachige juristische Fachzeitschrift, die sich mit dem gesamten Arzneimittelrecht beschäftigt. Der 41. Jahrgang erschien 2019. Sie erscheint monatlich.
Herausgeber sind Peter von Czettritz, Hans-Peter Hofmann, Thilo Räpple, Helge Sodan, Frank A. Stebner  und Wolfgang Voit in Zusammenarbeit mit der Forschungsstelle für Pharmarecht der Philipps-Universität Marburg.